# Fuchsova vila (Žatec)
Fuchsova vila stojí v ulici Volyňských Čechů 1012 v Žatci v okrese Louny. V roce 1994 byla vila Ministerstvem kultury České republiky prohlášena kulturní památkou.

## Historie
Vila byla vybudována v druhé polovině 19. století, respektive koncem 19. století. Roku 1902 zde žil sám autor stavby, architekt Wilhelm Fuchs. Dalším významným majitelem byl Hans Krippner, který se stal v červenci 1945 obětí poválečného násilí proti německému obyvatelstvu.

## Popis
Jedná se o solitérní obytnou vilu, která stojí na půdorysu ve tvaru písmene U. Budova má valbovou střechu a nárožní věžičku. Charakter budovy je dán dvojitým rizalitem a předstupující arkádou. Fasádu tvoří režné zdivo doplněné pásovou a nárožní bosáží. Zdobena je balustrádami, pilastry a sgrafity, částečně inspirovanými toskánskou renesancí.